# Climacium lutescens
Climacium lutescens là một loài rêu trong họ Climaciaceae. Loài này được Hedw. Voit mô tả khoa học đầu tiên năm 1812.